# Rudolf Friml

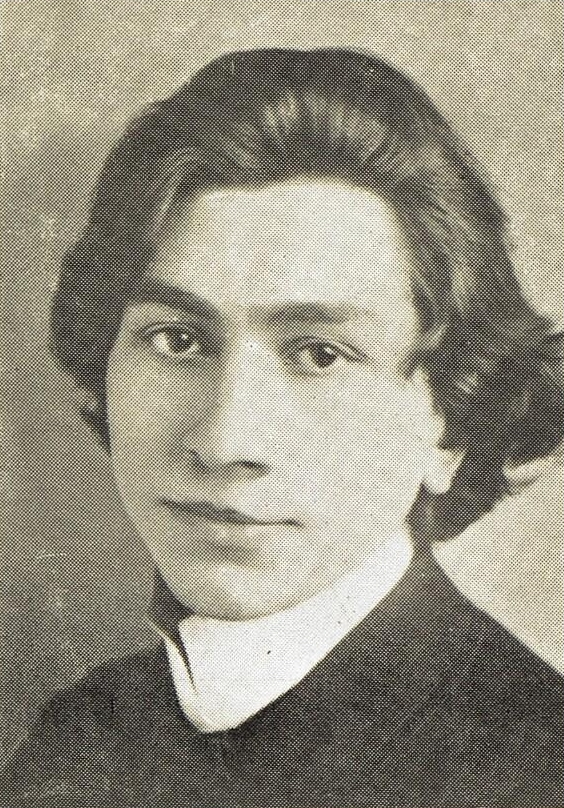
Rudolf Friml

Rudolf Friml (auch Charles Rudolf Friml) (* 2. Dezember 1879 in Prag; † 12. November 1972 in Los Angeles) war ein US-amerikanischer Pianist und Komponist tschechischer Herkunft.
Schon während des Studiums am Prager Konservatorium unter Antonín Dvořák begann er mit ersten Kompositionen. Nach dem Studium wurde er für fünf Jahre Begleiter des Violinisten Jan Kubelík, mit dem er neben Konzertreisen durch Österreich, England und Russland auch zwei Tourneen durch die USA unternahm. Nach der zweiten Reise blieb er 1906 in den USA, um zu komponieren. Seine erste öffentliche Aufführung war 1904 das Piano Concerto in B-Major, das von den New Yorker Philharmonikern unter Walter Damrosch aufgeführt wurde. Sein erster Erfolg am Broadway war das Musical The Firefly (verfilmt als Tarantella) im Jahr 1912.
In den USA schrieb Friml Klavierkonzerte, Filmmusiken für Hollywood, Klavierstücke sowie viele Operetten, wie die bekannten Rose Marie (1924) und The Vagabond King (1925). Ab 1928 lebte er in Hollywood. Zu seinen bekannteren Kompositionen gehört unter anderem Indian Love Call (1924) und The Donkey Serenade (1937). Der Indian Love Call in der Interpretation von Slim Whitman spielt eine wichtige Rolle in Tim Burtons Film Mars Attacks!. In Deutschland wurde er unter dem Text Über die Prärie von verschiedenen Interpreten gesungen.